# 구키시
구키시(일본어: 久喜市)는 일본 사이타마현 동부에 있는 시이다.

## 지리
사이타마현 동북부에 위치하고 도쿄 도심에서 약 50km 떨어져 있다. 고도는 13m 이하로 평탄하다. 후루토네강 유역이고 에도 시대 이후 하천을 개수해 수많은 용수로와 배수로가 서북쪽에서 남동쪽으로 흐른다.

## 역사
에도 시대 전기에는 후다이 다이묘 요네키쓰 마사타케가 이 땅에 근거지를 마련해 구키번이 되었다. 닛코 가도가 지나는 길목에 위치하고 특히 에도를 드나드는 북쪽 관문인 구리하시 관소(栗橋關所)가 있어(남쪽 관문은 하코네) 산업이 발달했고, 직공과 상인의 거리로서 물자 유통이 활발히 행해졌다.
- 1885년 7월 16일 - 일본 철도 제2지선(현 도호쿠 본선) 구키역이 개업하였다.
- 1889년 4월 1일 - 정촌제 시행과 함께 미나미사이타마군 구키정이 성립하였다.
- 1899년 8월 27일 - 도부 철도 이세사키선이 개통하여 구키역이 도호쿠 본선과 도부 이세사키선의 환승역이 되었다.
- 1954년 7월 1일 - 구키정, 오타촌, 에즈라촌, 기요쿠촌이 합병해 구키정이 되었다.
- 1971년 10월 1일 - 시로 승격하여 구키시가 되었다.
- 2010년 3월 23일 - 구키시·와시미야정·구리하시정·쇼부정이 합병해 새로운 구키시가 설치되었다.[1]

## 교통

### 철도
- 동일본 여객철도 우쓰노미야선(도호쿠 본선)
- 도부 철도 이세사키선

### 도로
- 도호쿠 자동차도

## 인구
| 연도 | 인구    | ±%     |
| ---- | ------- | ------ |
| 1950 | 59,114  | —      |
| 1960 | 60,409  | +2.2%  |
| 1970 | 74,477  | +23.3% |
| 1980 | 114,920 | +54.3% |
| 1990 | 141,400 | +23.0% |
| 2000 | 154,292 | +9.1%  |
| 2010 | 154,310 | +0.0%  |
| 2020 | 150,582 | −2.4%  |

## 기후
| 구키시의 기후                                                | 구키시의 기후 | 구키시의 기후 | 구키시의 기후 | 구키시의 기후 | 구키시의 기후 | 구키시의 기후 | 구키시의 기후 | 구키시의 기후 | 구키시의 기후 | 구키시의 기후 | 구키시의 기후 | 구키시의 기후 | 구키시의 기후   |
| 월                                                           | 1월           | 2월           | 3월           | 4월           | 5월           | 6월           | 7월           | 8월           | 9월           | 10월          | 11월          | 12월          | 연간            |
| ------------------------------------------------------------ | ------------- | ------------- | ------------- | ------------- | ------------- | ------------- | ------------- | ------------- | ------------- | ------------- | ------------- | ------------- | --------------- |
| 역대 최고 기온 °C (°F)                                       | 18.3 (64.9)   | 24.2 (75.6)   | 26.2 (79.2)   | 30.7 (87.3)   | 34.4 (93.9)   | 36.1 (97.0)   | 38.6 (101.5)  | 38.9 (102.0)  | 37.7 (99.9)   | 32.7 (90.9)   | 25.6 (78.1)   | 25.0 (77.0)   | 38.9 (102.0)    |
| 일평균 최고 기온 °C (°F)                                     | 9.4 (48.9)    | 10.4 (50.7)   | 13.9 (57.0)   | 19.5 (67.1)   | 23.9 (75.0)   | 26.5 (79.7)   | 30.4 (86.7)   | 31.8 (89.2)   | 27.6 (81.7)   | 21.9 (71.4)   | 16.5 (61.7)   | 11.6 (52.9)   | 20.3 (68.5)     |
| 일일 평균 기온 °C (°F)                                       | 3.6 (38.5)    | 4.6 (40.3)    | 8.1 (46.6)    | 13.4 (56.1)   | 18.4 (65.1)   | 21.8 (71.2)   | 25.5 (77.9)   | 26.7 (80.1)   | 22.9 (73.2)   | 17.2 (63.0)   | 11.1 (52.0)   | 5.8 (42.4)    | 14.9 (58.9)     |
| 일평균 최저 기온 °C (°F)                                     | −1.6 (29.1)   | −0.7 (30.7)   | 2.6 (36.7)    | 7.7 (45.9)    | 13.6 (56.5)   | 18.0 (64.4)   | 21.9 (71.4)   | 22.9 (73.2)   | 19.2 (66.6)   | 13.0 (55.4)   | 6.1 (43.0)    | 0.6 (33.1)    | 10.3 (50.5)     |
| 역대 최저 기온 °C (°F)                                       | −9.4 (15.1)   | −10.6 (12.9)  | −4.6 (23.7)   | −2.0 (28.4)   | 3.7 (38.7)    | 10.6 (51.1)   | 14.1 (57.4)   | 14.9 (58.8)   | 9.0 (48.2)    | 3.2 (37.8)    | −2.9 (26.8)   | −6.7 (19.9)   | −10.6 (12.9)    |
| 평균 강수량 mm (인치)                                        | 43.2 (1.70)   | 38.6 (1.52)   | 82.0 (3.23)   | 99.5 (3.92)   | 124.2 (4.89)  | 142.7 (5.62)  | 147.3 (5.80)  | 146.8 (5.78)  | 199.2 (7.84)  | 190.9 (7.52)  | 65.4 (2.57)   | 41.6 (1.64)   | 1,321.4 (52.02) |
| 평균 강수일수 (≥ 1.0 mm)                                     | 3.9           | 4.8           | 8.5           | 9.2           | 10.3          | 11.6          | 11.6          | 8.4           | 11.3          | 10.1          | 6.3           | 4.3           | 100.3           |
| 평균 월간 일조시간                                           | 204.3         | 191.0         | 191.5         | 188.7         | 187.6         | 132.4         | 150.8         | 178.6         | 136.3         | 140.9         | 162.1         | 186.0         | 2,050.2         |
| 출처: 일본 기상청 (평년값: 1991년~2020년, 극값: 1977년~현재) |               |               |               |               |               |               |               |               |               |               |               |               |                 |